# O Lenço das Sufragistas

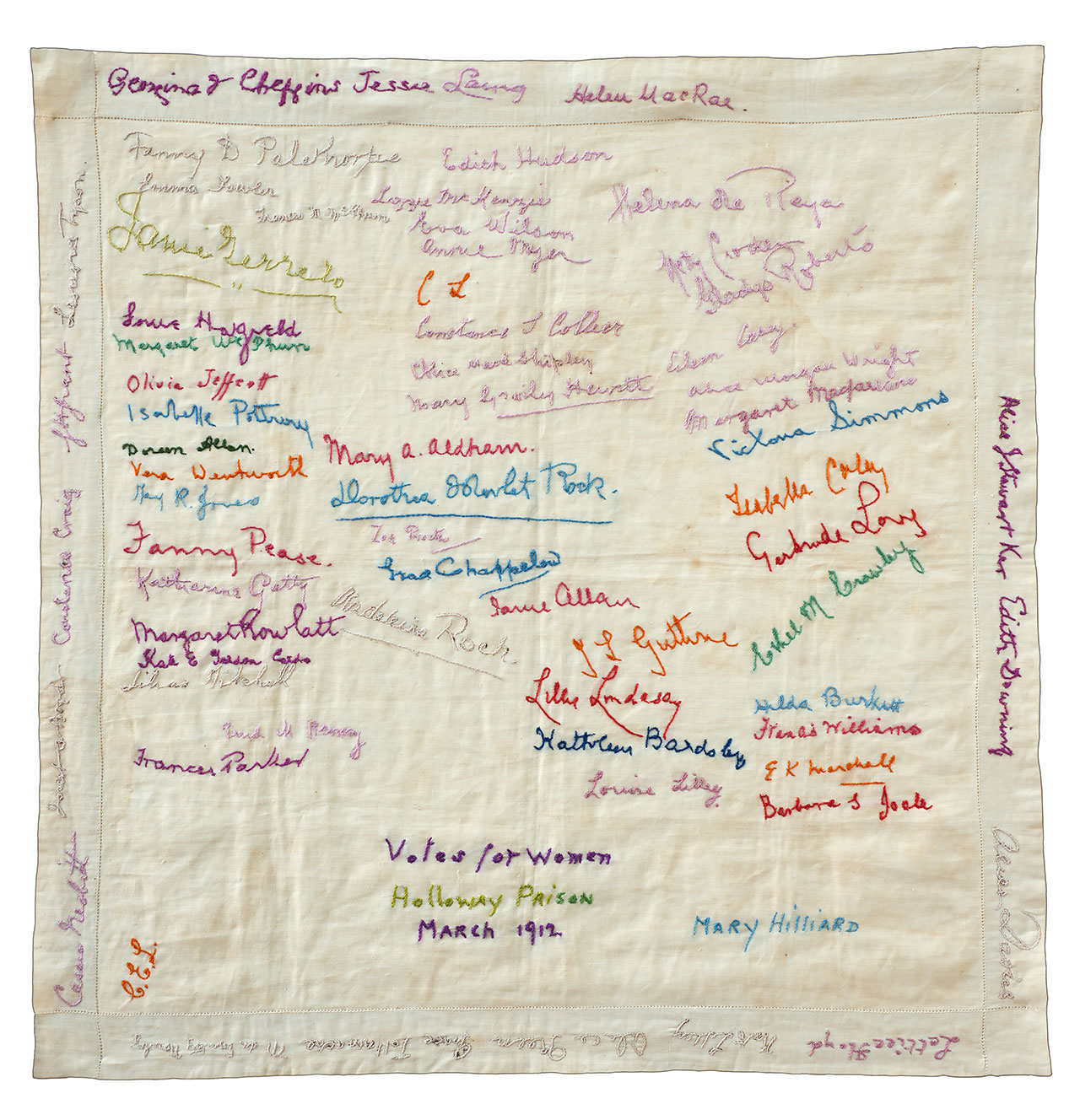
O Lenço das Sufragistas (março de 1912)

O Lenço das Sufragistas (em inglês: The Suffragette Handkerchief) é um lenço exibido na Casa Priest, um museu em West Sussex, Inglaterra. O lenço conta com sessenta e seis assinaturas bordadas e dois conjuntos de iniciais, a maioria de mulheres que foram encarceradas na Prisão de Holloway por sua participação nas manifestações de sufragistas da União Política e Social das Mulheres (WSPU) onde quebraram janelas, em março de 1912. Este foi um corajoso ato provocativo em uma prisão onde as mulheres eram vigiadas de perto o tempo todo.

## Origem
Acredita-se que o lenço foi iniciado por Mary Ann Hilliard, já que ela o manteve consigo como uma lembrança de suas colegas prisioneiras até doá-lo ao arquivo do Colégio Britânico de Freiras. A edição de março de 1942 do British Journal of Nursing registrou que a:
Senhorita Mary Hilliard, uma sufragista gentil e muito valente, deu de presente ao Colégio o lenço de linho fino, assinado e bordado por todas as mulheres galantes que sofreram encarceramento por amor à consciência, em apoio à emancipação das mulheres na Prisão de Holloway em março de 1912. Ele exibe 67 assinaturas bordadas em várias cores, e tudo o que resta é oferecer um caloroso voto de agradecimento à Senhorita Mary Hilliard, R.B.N.A., e aguardar o momento em que este presente histórico possa ser devidamente emoldurado e colocado na Seção de História do Colégio Britânico de Freiras, onde seu valor único será apreciado.
Das 66 mulheres cujos nomes completos aparecem no lenço, 61 são conhecidas por terem sido presas na campanha de quebra de janelas de março de 1912, as quais foram sentenciadas de dois a seis meses à prisão. Dezesseis delas ocupavam cargos em ramos locais da União Social e Política das Mulheres em 1912, enquanto 18 haviam cumprido sentenças anteriores de prisão por suas ações em nome do sufrágio feminino, e pelo menos quatro foram presas posteriormente. Vinte e quatro das mulheres no lenço participaram das greves de fome de 1912 e quinze foram alimentadas à força. Essas mulheres receberam a Medalha da Greve de Fome, apresentada pela liderança da WSPU.

## Posse e exposição
Não se sabe como o lenço deixou a coleção do Colégio Britânico de Freiras após seu fechamento em 1956, ou como foi encontrado na década de 1960 em um brechó em West Hoathly por Dora Arnold, guardiã da Casa Priest. Sua ligação com a aldeia de West Hoathly não é clara (embora um proprietário da Casa Priest no início do século 20, a filha de John Godwin King, Ursula, fosse membro da União Nacional das Sociedades de Sufrágio Feminino) e pesquisas estão sendo realizadas. A lista das signatárias e algumas notas sobre seu ativismo estão disponíveis.
O Lenço das Sufragistas está em exibição no primeiro andar da Casa Priest, em West Hoathly. De setembro de 2018 a janeiro de 2019, o lenço foi exibido no Royal College of Physicians como parte da exposição "Esta questão controversa: 500 anos de mulheres na medicina". Um foco particular da exposição foi a assinatura de Alice Stewart Ker, uma médica escocesa que trabalhou como cirurgiã no Hospital da Criança em Birmingham e que foi Médica Oficial honorária do Hospital Wirral para Crianças Doentes. Dra. Ker era ativa na Sociedade pelo Sufrágio Feminino de Birkenhead e, em 1912, foi condenada a três meses na prisão de Holloway por quebrar uma janela na Harrods.

## Signatárias
- Mary Ann Aldham
- Janie Allan
- Doreen Allen
- Kathleen Bardsley
- Janet Boyd
- Hilda Burkitt
- Eileen Casey
- Isabella Casey
- Kate E. Teresa Cardro
- Grace Chappelow
- Georgina Fanny Cheffins
- Constance J. Collier
- Constance Craig
- Ethel M. Crawby
- Nelly Crocker
- Alice Davies
- Edith Downing
- Emma Fowler
- Lettice Floyd
- Katherine Gatty
- G. H. Grant
- Alice Green
- Joan Lavender Bailie Guthrie
- Louise Hargeld
- Mary Granley Hewitt
- Mary Ann Hilliard
- Edith Hudson
- Olivia Jeffcott
- Barbara S. Jocke
- May R. Jones
- Alice Stewart Ker
- C. L. (possivelmente Catherine Lane, a qual foi presa no dia 1º de março de 1912 e liberada em abril)
- C. E. L.
- Jessie Laing.
- Kate Lilley
- Louise Lilley
- Lillie Lindesay
- Gertrude Lowy
- Margaret Macfarlane
- Helen MacRae
- Lizzie McKenzie
- Frances McPhun
- Margaret McPhun
- E. K. Marshall
- Lillias Mitchell
- Anne Myer
- Cassie Nesbit
- Fanny D. Palethorpe
- Frances Parker
- Fanny Pease
- Isabella Potbury
- Zoe Proctor
- M. Renny
- Helena de Reya
- Gladys Roberts
- Dorothea Herlet Rock
- Madeleine Rock
- Margaret Rowlatt
- M. du Santay Newby
- Alice Maud Shipley
- Victoria Simmons
- Janie Terrero
- Grace Tollamache
- Leonora Tyson
- Vera Wentworth
- Frances Williams
- Eva Wilson
- Alice Morgan Wright